# 八街市郷土資料館
八街市郷土資料館（やちまたしきょうどしりょうかん）は、千葉県八街市八街にある歴史博物館。
八街市中央公民館の敷地の一角にある平屋建物である。

## 歴史
1987年（昭和62年）に八街市郷土史料館として開館し、2007年（平成19年）にはより幅広い分野に対応する八街市郷土資料館に改称した。
2005年（平成17年）には主として子ども向けの体験コーナーを設置し、2010年度（平成22年度）には展示解説の音声案内装置を設置した。2015年度（平成27年度）には常設展示に映像コーナーを設置した。
2022年（令和4年）1月21日から2月13日、まん延防止等重点措置の影響で臨時休館した。

## 展示
八街市内で発見された遺跡出土品や、古文書・民具などを収集展示している。

### 主な展示物
- 山邊郡印複製品
  - 現物は重要文化財に指定されており、国立歴史民俗博物館に所蔵されている[3]。
- 宮前古墳・麾拝塚古墳出土品[4]
- 西村邸屋敷跡出土品[4]
- その他市内文化財

### 八街カメラミュージアム
千葉日報の取締役や総務局長を務めた八街町出身の米澤佳弘から寄贈されたフィルム式カメラやレンズ等（米澤コレクション）を所蔵しており、「八街カメラミュージアム」としてインターネット上で公開を行っている。

## 市史編さん事業
1996年（平成8年）には八街市史編さん委員会を設置して『八街市史』各巻の編纂を進めている。2003年（平成15年）には『八街市史 資料編 近世一』を刊行、2010年（平成22年）には『八街市史 資料編 近世二』を刊行、2012年（平成24年）には『図解 八街の歴史』を刊行した。現在は『八街市史 資料編 近世三』と『八街市史 資料編 近代一』の編纂を進めている。
- 『八街市史 資料編 近世一』 - 2003年（平成15年）刊行
- 『八街市史 資料編 近世二』 - 2010年（平成22年）刊行
- 『図解 八街の歴史』 - 2012年（平成24年）刊行
- 『八街市史 資料編 近世三』 - 未刊行
- 『八街市史 資料編 近代一』 - 未刊行

## 利用案内
- 入館料 - 無料
- 開館時間 - 9時から17時
- 休館日 - 毎週月曜日、年末年始

## 参考資料
- “郷土資料館チラシ” (PDF). 八街市. 2022年2月2日閲覧。